# 梁平老
梁平老（？—372年），表字不詳，略陽郡氐族人。十六國時期前秦官員，曾支持苻堅奪位，及後官至鎮北大將軍並镇守北方。

## 生平
梁平老聰明機敏，做事嚴正認真。前秦宗室苻堅當時以其有王佐之才，於是傾心向其結交。壽光元年（355年）苻生繼位為帝，以梁平老為特進、領御史中丞。不過苻生酗酒嚴重而怠政，又常常生殺大臣，梁平老於是建議當時頗有眾望的苻堅趁早取而代之，並得苻堅認同。壽光三年（357年），苻堅與其兄苻法發動政變廢殺苻生，自稱天王，以梁平老為尚書右僕射。
甘露元年（359年），苻堅以梁平老為使持節、都督北蕃諸軍事、鎮北大將軍，戍朔方以西，守護北土以防禦匈奴、鮮卑族的侵擾。不久再加開府儀同三司、封朔方侯。至建元八年（372年）梁平老在任內去世時已駐鎮了北方十三年，當地鮮卑及匈奴人即敬憚亦愛戴他，安鎮北方。苻堅諡其為桓侯。

## 子女
- 梁成，梁平老之子，官至衛軍將軍，淝水之戰時率軍駐鎮洛澗，但在晉將劉牢之的對戰中陣亡。